# Marius Dybwad Brandrud
Erik Marius Dybwad Brandrud, né le 8 novembre 1976 à Strömstad, dans le Bohuslän (Suède), est un réalisateur, scénariste, producteur et directeur de la photographie suédois.
Il a été nommé pour un Guldbagge du meilleur film pour Happy Sweden en 2009 et, en 2012, il remporte le même prix pour Play.

## Biographie
De 1995 à 1999, Marius Dybwad Brandrud étudie la philosophie, la psychologie et l'histoire de l'art à Oslo, Stockholm et Göteborg, après quoi, à partir de 2001, il étudie à l'Université de Göteborg et obtient en 2003 un baccalauréat en photographie. Il étudie ensuite l'art vidéo, l'art sonore et la théorie numérique à l'école des beaux-arts de Valand. En 2006, il produit, réalise et interprète son premier court métrage, Silent Shout : An Audio Visual Experience.

## Filmographie partielle

### Comme directeur de la photographie
- 2006 : Silent Shout: An Audio Visual Experience
- 2006 : Weekend (court métrage)
- 2008 : Happy Sweden (De ofrivilliga)
- 2011 : Play
- 2011 : Hanteras Varsamt
- 2011 : She's Blonde Like Me
- 2013 : Efter dig (documentaire, aussi réalisation et montage)

### Comme réalisateur
- 2006 : Silent Shout: An Audio Visual Experience
- 2013 : Efter dig (documentaire)

### Comme monteur
- 2013 : Efter dig (documentaire)

## Récompenses et distinctions
- 2008 : Prix Guldbagge - Nomination pour le meilleur film pour De ofrivilliga[1]
- 2012 : Prix Guldbagge - Prix de le meilleur film pour Play[1]